# Cecidomyia eragrostisae
Cecidomyia eragrostisae är en tvåvingeart som först beskrevs av Mani 1936.  Cecidomyia eragrostisae ingår i släktet Cecidomyia och familjen gallmyggor. Inga underarter finns listade i Catalogue of Life.